# چادرنشینان شاد (فیلم)
چادرنشینان شاد (به انگلیسی: Happy Campers) فیلمی محصول سال ۲۰۰۱ و به کارگردانی دانیال واترز است. در این فیلم بازیگرانی همچون برد رنفرو، دامینیک سوین، پیتر استورماره، کرام مالیکی-سانچز، امیلی برگل، جیمی کینگ، جاستین لانگ و جردن بریجز ایفای نقش کرده‌اند.